# Jawaharlal Nehru Stadium (Kochi)
Il Jawaharlal Nehru Stadium è un impianto polivalente situato a Kochi. Lo stadio viene usato principalmente per le gare casalinghe dello Kerala Blasters. L'impianto ha una capienza di 60.000 posti a sedere. È intitolato a Jawaharlal Nehru, ex primo ministro indiano.